# Thierry IV de Frise occidentale
Pour les articles homonymes, voir Thierry IV et Thierry.
 (janvier 2023).
Thierry IV de Frise occidentale est probablement né en 1016 et il est assassiné à Dordrecht en 1049, sans descendance. Il est comte en Frise occidentale de 1039 à 1049. Il est le fils de Thierry III, comte en Frise occidentale, et d'Othelindis de Nordmark.
Il continue la politique de son père pour agrandir son patrimoine qui consiste à étendre le comté vers l'est. Par exemple, il s'approprie la zone au sud-est d'Alphen, entre Zwammerdam et Bodegraven. Il viole ainsi les intérêts de Bernold, l'évêque d'Utrecht et les puissants monastères et évêques du sud des Pays-Bas.
L'empereur Henri III doit venir en personne en 1046 pour le combattre et le força à renoncer au territoire qu'il avait conquis.
Peu de temps après le départ de l'empereur de la région, Thierry commence à piller les diocèses d'Utrecht et de Liège. De plus, il s'allie à Godefroid le Barbu, duc de Haute-Lorraine et aux comtes de Flandre et de Hainaut. Cela est suivi d'une deuxième expédition punitive en 1047 au cours de laquelle l'empereur capture la ville de Vlaardingen et le château du comte à Rijnsburg. Le château est complètement détruit. Pendant la retraite, cependant, les troupes impériales subissent de grandes pertes, de sorte que les alliés de Thierry se révoltent alors ouvertement contre l'empereur.
En 1049, les évêques d'Utrecht, de Liège et de Metz le surprennent dans une embuscade près de Dordrecht et le tuèrent.
Thierry étant encore jeune, célibataire et sans enfant, il est remplacé par son frère Florent Ier.